# Surbiton Trophy 2007
Il Surbiton Trophy 2007 è stato un torneo di tennis facente parte della categoria ATP Challenger Series nell'ambito dell'ATP Challenger Series 2007. Il torneo si è giocato a Surbiton in Gran Bretagna dal 4 al 10 giugno 2007 su campi in erba.

## Vincitori

### Singolare
Jo-Wilfried Tsonga ha battuto in finale  Ivo Karlović con il punteggio di 6–3, 7–6(4)

### Doppio
Alex Kuznetsov /  Miša Zverev hanno battuto in finale  James Auckland /  Stephen Huss con il punteggio di 2–6, 6–3, [10–6]